# Vers (Saône-et-Loire)
Pour les articles homonymes, voir Vers (homonymie).
Vers est une commune française située dans le département de Saône-et-Loire, en région Bourgogne-Franche-Comté.

## Géographie
Village agricole et viticole.

### Climat
Pour des articles plus généraux, voir Climat de la Bourgogne-Franche-Comté et Climat de Saône-et-Loire.
En 2010, le climat de la commune est de type climat océanique dégradé des plaines du Centre et du Nord, selon une étude du Centre national de la recherche scientifique s'appuyant sur une série de données couvrant la période 1971-2000. En 2020, Météo-France publie une typologie des climats de la France métropolitaine dans laquelle la commune est exposée à un climat semi-continental et est dans la région climatique Bourgogne, vallée de la Saône, caractérisée par un bon ensoleillement (1 900 h/an), un été chaud (18,5 °C), un air sec au printemps et en été et des vents faibles.
Pour la période 1971-2000, la température annuelle moyenne est de 11,1 °C, avec une amplitude thermique annuelle de 17,6 °C. Le cumul annuel moyen de précipitations est de 858 mm, avec 10,5 jours de précipitations en janvier et 7,4 jours en juillet. Pour la période 1991-2020, la température moyenne annuelle observée sur la station météorologique de Météo-France la plus proche, « Romenay », sur la commune de Romenay à 19 km à vol d'oiseau, est de 11,8 °C et le cumul annuel moyen de précipitations est de 983,9 mm. 
La température maximale relevée sur cette station est de 40,7 °C, atteinte le 12 août 2003 ; la température minimale est de −19,5 °C, atteinte le 17 janvier 1985,,.
Les paramètres climatiques de la commune ont été estimés pour le milieu du siècle (2041-2070) selon différents scénarios d'émission de gaz à effet de serre à partir des nouvelles projections climatiques de référence DRIAS-2020. Ils sont consultables sur un site dédié publié par Météo-France en novembre 2022.

## Urbanisme

### Typologie
Au 1er janvier 2024, Vers est catégorisée commune rurale à habitat dispersé, selon la nouvelle grille communale de densité à sept niveaux définie par l'Insee en 2022.
Elle est située hors unité urbaine. Par ailleurs la commune fait partie de l'aire d'attraction de Tournus, dont elle est une commune de la couronne,. Cette aire, qui regroupe 14 communes, est catégorisée dans les aires de moins de 50 000 habitants,.

### Occupation des sols
L'occupation des sols de la commune, telle qu'elle ressort de la base de données européenne d’occupation biophysique des sols Corine Land Cover (CLC), est marquée par l'importance des territoires agricoles (65,1 % en 2018), en augmentation par rapport à 1990 (58,2 %). La répartition détaillée en 2018 est la suivante : prairies (45 %), forêts (32,5 %), terres arables (11,4 %), zones agricoles hétérogènes (8,7 %), zones urbanisées (2,4 %). L'évolution de l’occupation des sols de la commune et de ses infrastructures peut être observée sur les différentes représentations cartographiques du territoire : la carte de Cassini (XVIIIe siècle), la carte d'état-major (1820-1866) et les cartes ou photos aériennes de l'IGN pour la période actuelle (1950 à aujourd'hui).

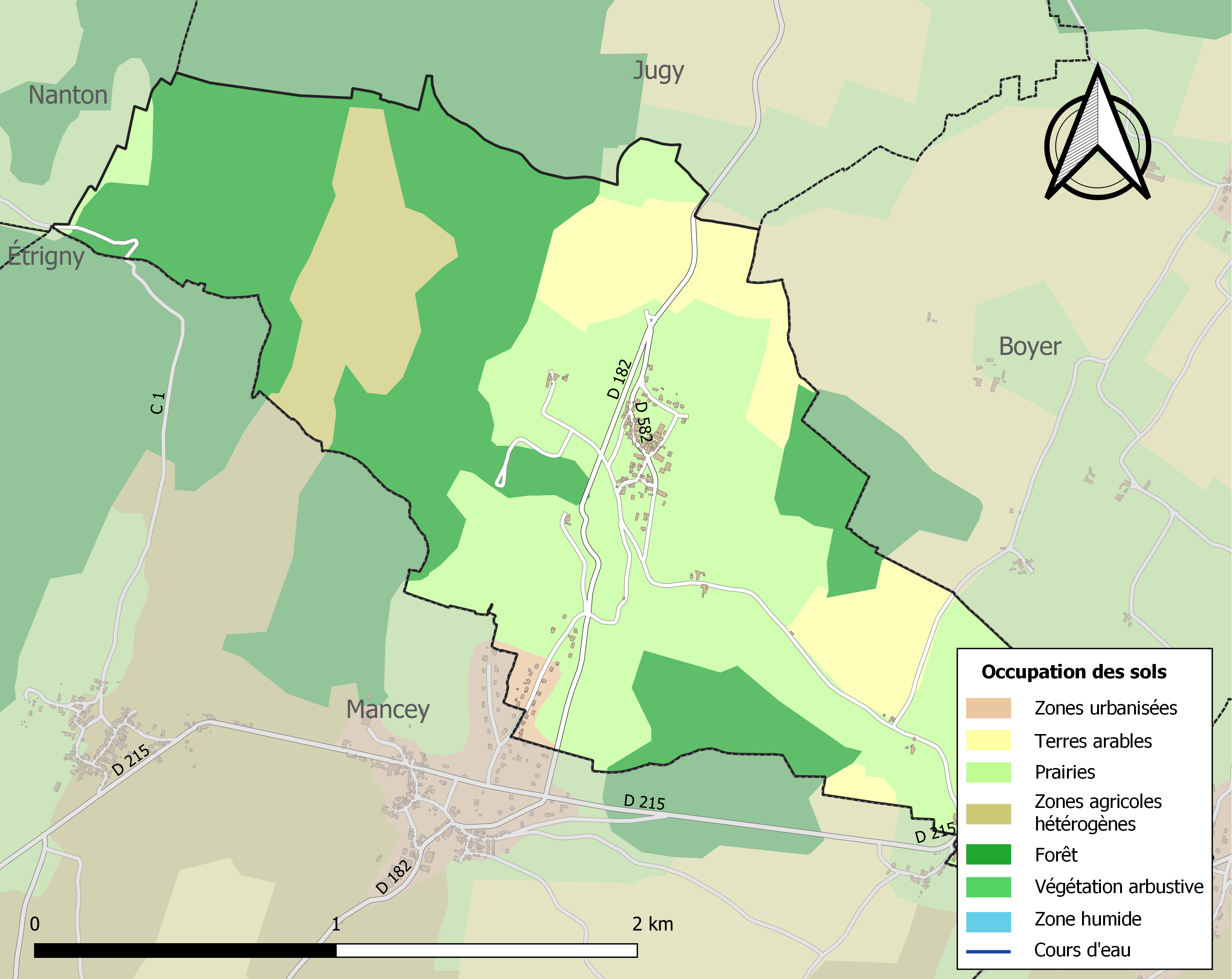
Carte des infrastructures et de l'occupation des sols de la commune en 2018 (CLC).

## Toponymie

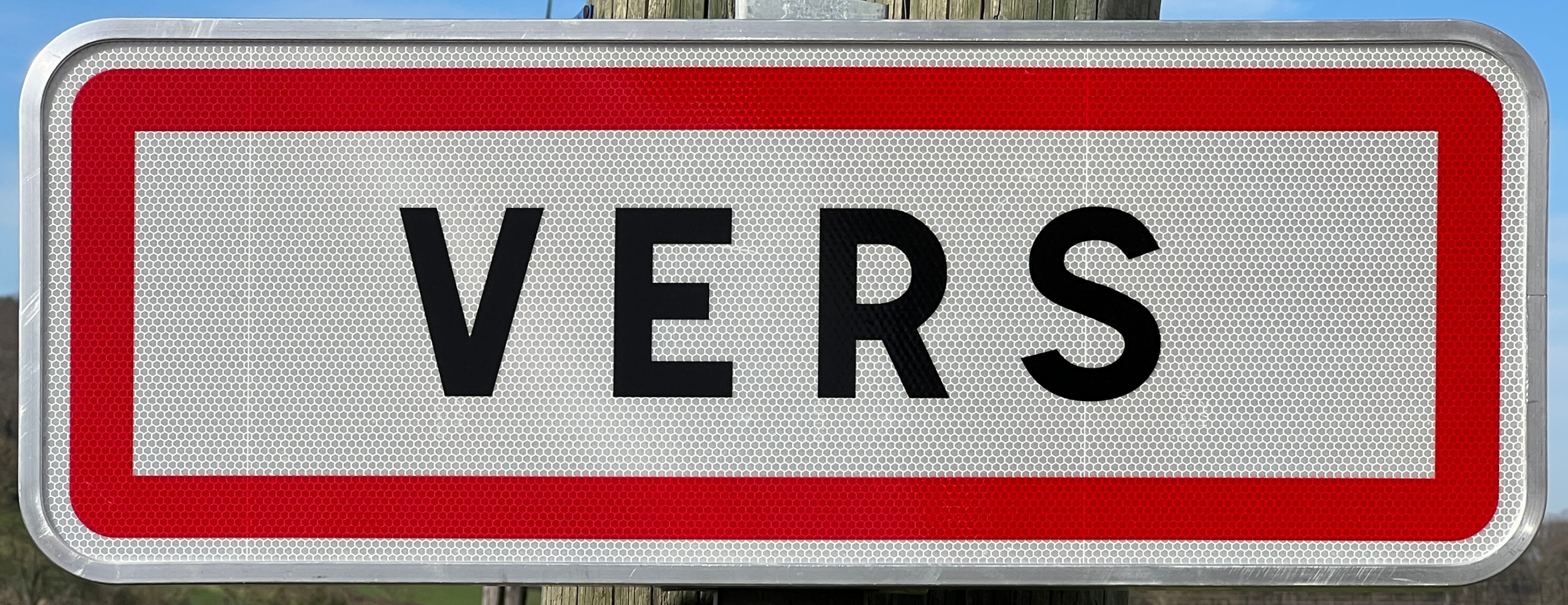
Panneau à l'entrée de la commune.

## Histoire
Le village dépendait jadis de l'archidiaconat et archiprêtré de Tournus.
Son église, construite sur une éminence qui domine les maisons, est citée en 1120 dans une bulle du pape Calixte II confirmant les possessions de l'abbaye de Tournus ; elle a vraisemblablement été construite à la fin du XIe siècle.

## Politique et administration

### Tendances politiques et résultats

#### Élections présidentielles
Le village de Vers place en tête à l'issue du premier tour de l'élection présidentielle française de 2017, Marine Le Pen (RN) avec 27,66 % des suffrages. Mais lors du second tour, Emmanuel Macron (LaREM) est en tête avec 58,47 %.

#### Élections législatives
Le village de Vers faisant partie de la quatrième circonscription de Saône-et-Loire, place lors du 1er tour des élections législatives françaises de 2017, Cécile Untermaier (PS) avec 34,09 % ainsi que lors du second tour avec 64,29 % des suffrages.
Lors du 1er tour des élections législatives françaises de 2022, Cécile Untermaier (PS), députée sortante, arrive en tête avec 28,95 % des suffrages comme lors du second tour, avec cette fois-ci, 57,14 % des suffrages.

#### Élections régionales
Le village de Vers place la liste « Pour la Bourgogne et la Franche-Comté » menée par Gilles Platret (LR) en tête, dès le 1er tour des élections régionales de 2021 en Bourgogne-Franche-Comté, avec 33,33 % des suffrages. Lors du second tour, les habitants décideront de placer la liste de « Notre Région Par Cœur » menée par Marie-Guite Dufay, présidente sortante (PS) en tête, avec cette fois-ci, près de 47,54 % des suffrages. Devant les autres listes menées par Gilles Platret (LR) en seconde position avec 37,70 %, Julien Odoul (RN), troisième avec 11,48 % et en dernière position celle de Denis Thuriot (LaREM) avec 3,28 %. Il est important de souligner une abstention record lors de ces élections qui n'ont pas épargné le village de Vers avec lors du premier tour 65,50 % d'abstention et au second, 63,74 %.

#### Élections départementales
Le village de Vers faisant partie du canton de Tournus place le binôme de Jean-Claude Becousse (DVD) et Colette Beltjens (DVD), en tête, dès le 1er tour des élections départementales de 2021 en Saône-et-Loire avec 60,34 % des suffrages. Lors du second tour, les habitants décideront de placer de nouveau le binôme de Jean-Claude Becousse (DVD) et Colette Beltjens (DVD), en tête, avec cette fois-ci, près de 69,49 % des suffrages. Devant l'autre binôme menée par Delphine Dugué (DVG) et Mickaël Maniez (DVG) qui obtient 30,51 %. Il est important de souligner une abstention record lors de ces élections qui n'ont pas épargné le village de Vers avec lors du premier tour 65,50 % d'abstention et au second, 63,74 %.

### Liste des maires de Vers
| Période                                  | Période   | Identité            | Étiquette | Qualité            |
| ---------------------------------------- | --------- | ------------------- | --------- | ------------------ |
| juin 1995                                | mars 2008 | Francis Lanier      |           | Electro-mécanicien |
| mars 2008                                | en cours  | Jean-Marc Gaudiller |           |                    |
| Les données manquantes sont à compléter. |           |                     |           |                    |

## Démographie

Les vignobles du Mâconnais.

L'évolution du nombre d'habitants est connue à travers les recensements de la population effectués dans la commune depuis 1793. Pour les communes de moins de 10 000 habitants, une enquête de recensement portant sur toute la population est réalisée tous les cinq ans, les populations de référence des années intermédiaires étant quant à elles estimées par interpolation ou extrapolation. Pour la commune, le premier recensement exhaustif entrant dans le cadre du nouveau dispositif a été réalisé en 2005.

En 2022, la commune comptait 234 habitants, en évolution de +0,86 % par rapport à 2016 (Saône-et-Loire : −1,06 %, France hors Mayotte : +2,11 %).
| 1793 | 1800 | 1806 | 1821 | 1831 | 1836 | 1841 | 1846 | 1851 |
| ---- | ---- | ---- | ---- | ---- | ---- | ---- | ---- | ---- |
| 247  | 304  | 317  | 314  | 326  | 327  | 326  | 295  | 285  |

| 1856 | 1861 | 1866 | 1872 | 1876 | 1881 | 1886 | 1891 | 1896 |
| ---- | ---- | ---- | ---- | ---- | ---- | ---- | ---- | ---- |
| 242  | 258  | 264  | 232  | 232  | 205  | 166  | 176  | 148  |

| 1901 | 1906 | 1911 | 1921 | 1926 | 1931 | 1936 | 1946 | 1954 |
| ---- | ---- | ---- | ---- | ---- | ---- | ---- | ---- | ---- |
| 146  | 138  | 131  | 114  | 126  | 138  | 102  | 105  | 95   |

| 1962 | 1968 | 1975 | 1982 | 1990 | 1999 | 2005 | 2006 | 2010 |
| ---- | ---- | ---- | ---- | ---- | ---- | ---- | ---- | ---- |
| 113  | 112  | 101  | 125  | 160  | 156  | 185  | 181  | 204  |

| 2015 | 2020 | 2022 | - | - | - | - | - | - |
| ---- | ---- | ---- | - | - | - | - | - | - |
| 232  | 234  | 234  | - | - | - | - | - | - |

## Lieux et monuments
Sont à voir à Vers :
- l'église Saint-Felix, édifice bénéficiant d'une inscription au titre des Monuments historiques depuis le 29 juin 1987 ;
- la source de la Doue[Note 4], source qui jaillit d'un édifice circulaire percé au centre d'une cuvette rocheuse au pied d'une falaise abrupte sur une pente des bois de Mancey. La légende locale raconte qu'une Dame blanche, au nom de Douix, viendrait s'y baigner la nuit[22]. Dans les faits, une jeune fille trop coquette et/ou trop amoureuse serait allée à minuit, la veille de la fête des Trépassés, jusqu'à la source pour crier trois fois Héla, héla, héla. Alors aurait surgi Satan, qui l'aurait saisie et projetée pour la tuer et récupérer son âme. Le fermier qui l'employait, qui lui avait fait cette suggestion pour l'éprouver, assista à la scène[23].
- le rocher de Saint-Georges[Note 5], qui consiste en un banc de roches jurassiques sur lequel des coquillages fossilisés ont laissé des traces qui imitent assez bien la forme des fers d'un cheval. La légende locale dit qu'il s'agit  des empreintes du cheval de saint Georges qui se serait élancé d'ici jusqu'à la source de la Doue[24].

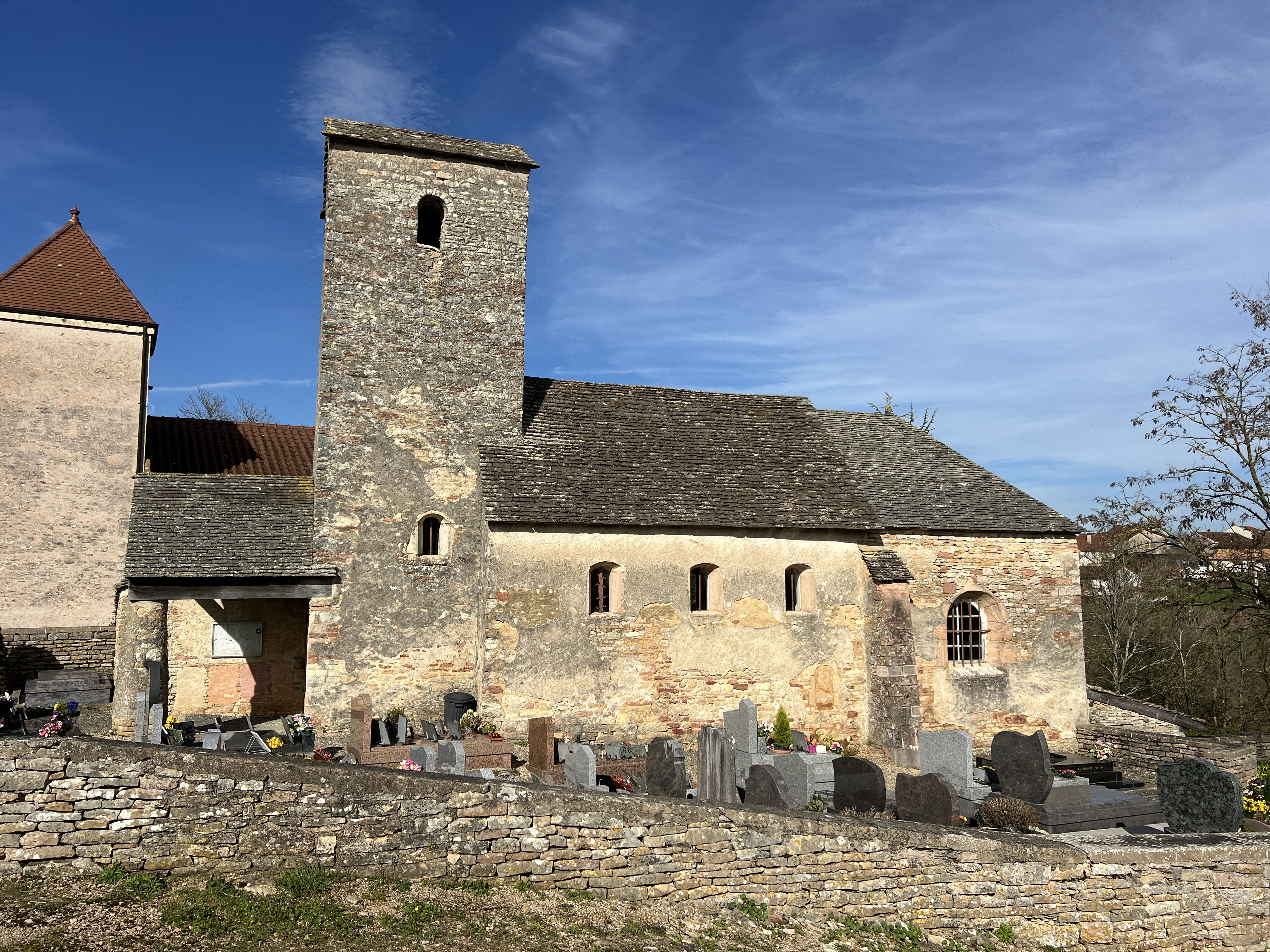
Église Saint-Félix.
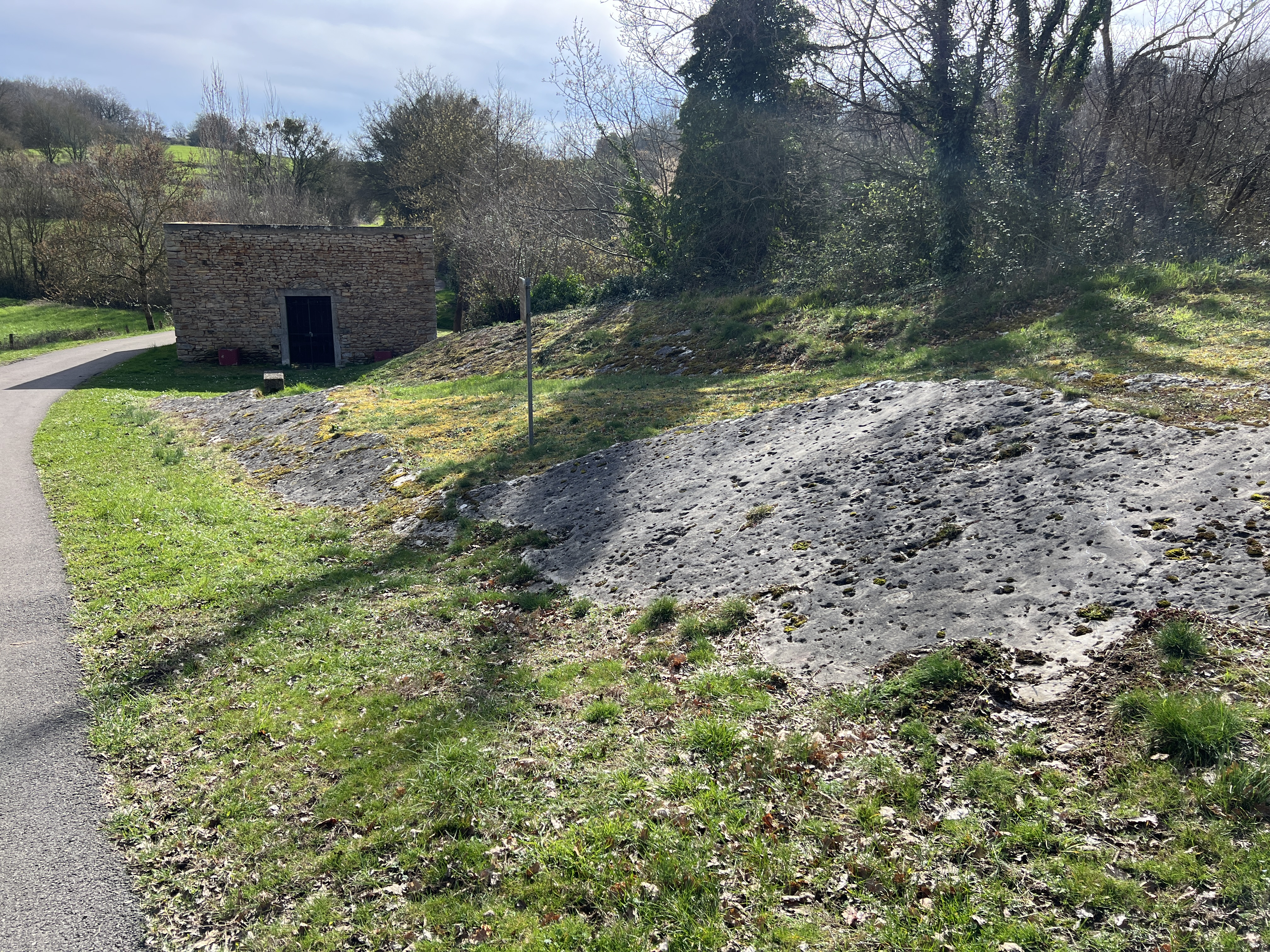
Roche de Saint-Georges et lavoir.
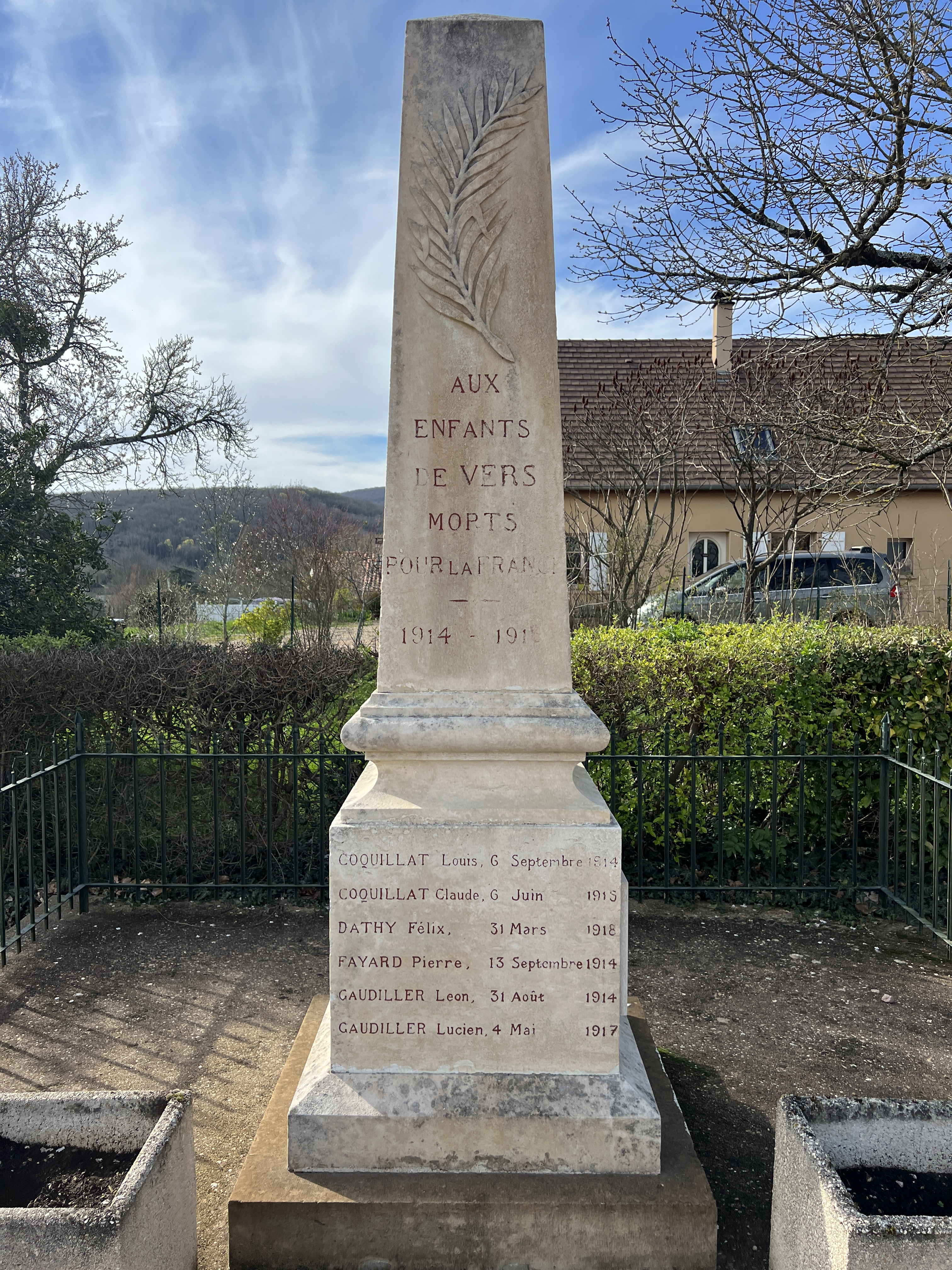
Monument aux morts.

### Vers dans la littérature
Dans le poème d'Aragon, Le Conscrit des cent villages, écrit comme acte de Résistance intellectuelle de manière clandestine au printemps 1943, pendant la Seconde Guerre mondiale, les lignes 73 Vers Pré-en-Paille ou Trinquetaille et 74 Vers Venouze ou vers Venizy peuvent donner lieu à plusieurs interprétations.
Dans la ligne 74, il semble normal de privilégier la lecture de Vers comme une préposition.
En revanche, en l'absence de ponctuation et de répétition de vers avant Trinquetaille, il faut probablement lire la ligne 73 comme une succession de trois noms de villages : Vers, Pré-en-Paille, Trinquetaille.
Vers peut alors faire référence à quatre lieux au choix : 
- Vers, dans le Lot ;
- Vers, en Saône-et-Loire ;
- Vers, en Haute-Savoie ;
- Vers, un lieu-dit de Saint-Igny-de-Vers, dans le Rhône.

## Pour approfondir